# Jean-Honoré Salavy
Jean-Honoré Salavy, né le 16 septembre 1749 à Montpellier, mort le 1er juillet 1823 à Marseille, est un négociant, armateur et homme politique français.

## Biographie
Jean-Honoré Salavy est le fils de Jean-Baptiste Salavy, négociant à Tarascon, et de Marguerite Aubanel.
Négociant et armateur à Marseille dans la maison « Salavy et Martin », notamment marchand de coton, négociant dans la « maison Salavy et fils », en relation avec Lyon, en particulier avec la maison « Michel et Cie et Seriziat », avec laquelle il était associé, et avec le négociant Magneval, associé à la maison « Braun et Bergasse ».
Les affaires de Salavy étaient variées et considérables : commerce de vins de Malaga, de dentelles du Puy, de balles de laine, prises de participations dans l’armement de navires, etc. Par « Braun et Bergasse » il disposait d’un réseau de correspondants en Europe (Paris, Strasbourg…) et Amérique du Nord (New York…). Il s’agissait de négoce entre d’une part l’Europe, principalement l’Allemagne et les pays nordiques, et d’autre part la Méditerranée, mais aussi de finance (intérêts dans des navires). Salavy émigra un temps sous couvert de ses affaires. 
Conseiller municipal de Marseille et conseiller général des Bouches-du-Rhône de 1800 à 1823, membre du tribunal de commerce de Marseille, député du commerce en 1802, membre de la chambre de commerce de Marseille de 1803 à 1813, Président du conseil général des Bouches-du-Rhône en 1815, il est élu, le 17 mars 1815, à la Chambre des Cent-Jours, par 11 voix sur 12 votants.
Il était marié à Julie Martin, sœur de Jean Henry Martin-Puech, négociant, armateur, banquier et régent de la Banque de France, qui fut son associé dès les années 1780. Il est le père de :
- Jacques-Henri Salavy (1779-1852), négociant, conseiller municipal de Marseille et conseiller général des Bouches-du-Rhône, épousera la fille de Gabriel-Barthélemy de Magneval (sa propre fille épousera Emmanuel de Fonscolombe)
- Jacques Barthélémy Honoré Salavy (1780-), négociant
- Claire Marguerite Baptistine Salavy, épouse de  Jean-François Don de Cépian, maire de Villemoustaussou
- Antoine Salavy (1787-1827), négociant (sa fille épousera Vincent Seux)
- Césarine Salavy (1793-), épouse de Jean-Jacques Bourdillat
- Henriette Salavy, épouse d'Émile Lombard et arrière-grand-mère de Gustave de Surian.

Jean Honoré Salavy possédait l'hôtel Salavy, l’un des plus beaux hôtels particuliers Louis XV de Marseille, à l'actuel no 11 A de la rue Armény.

## Sources
- Romuald Szramkiewicz, Les régents et censeurs de la Banque de France nommés sous le Consulat et l'Empire, Librairie Droz, 1974
- Louis Bergeron, Guy Chaussinand-Nogaret, Grands notables du Premier Empire: notices de biographie sociale, Volume 6, CNRS, 1980
- « Jean-Honoré Salavy », dans Adolphe Robert et Gaston Cougny, Dictionnaire des parlementaires français, Edgar Bourloton, 1889-1891 [détail de l’édition]
- Les Bouches-du-Rhône: encyclopédie départementale, Volume 16, Archives départementales des Bouches-du-Rhône, 1937